# Waldkirche (St. Aegyd)

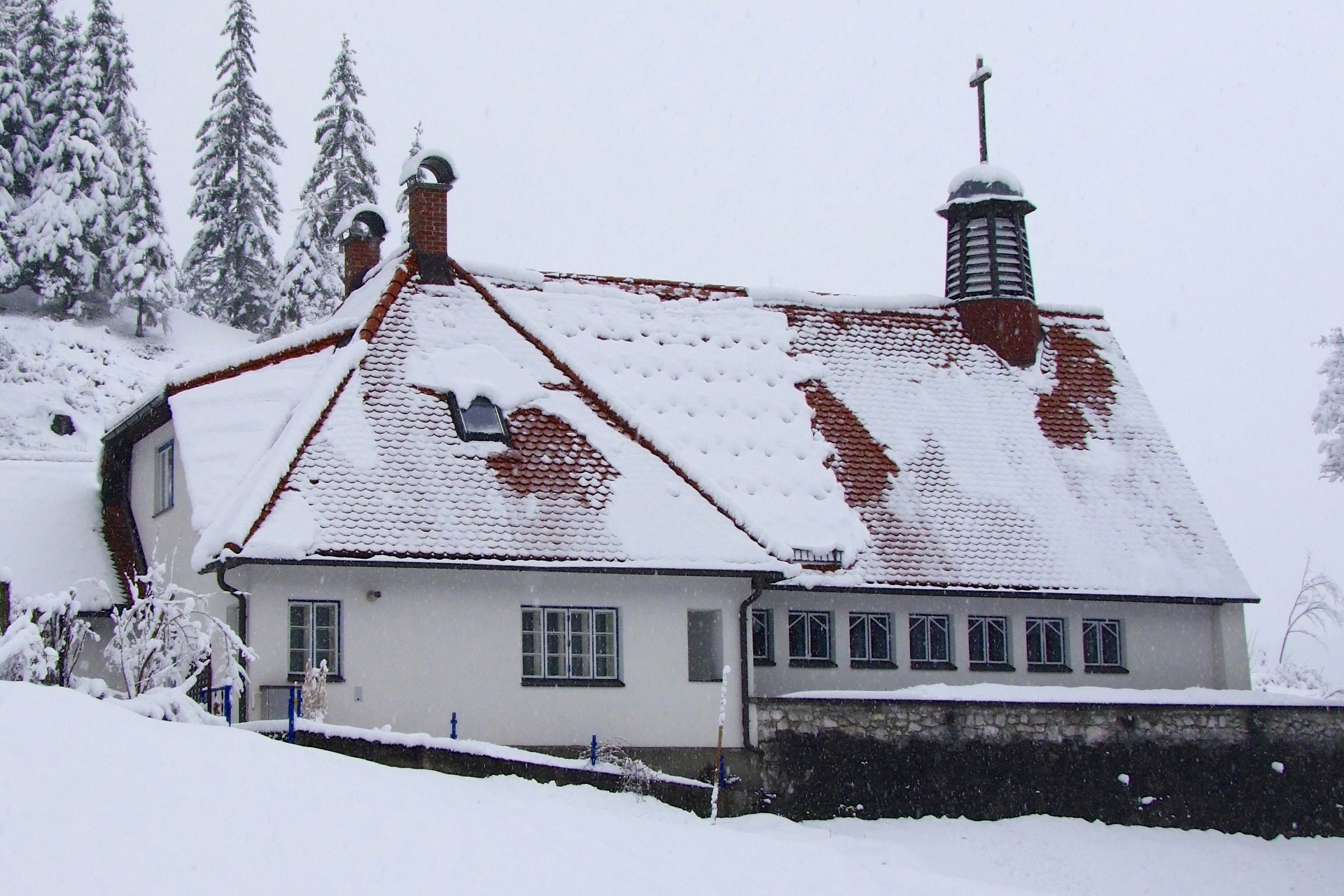
Waldkirche St. Aegyd

Die Waldkirche ist die evangelische Pfarrkirche der Marktgemeinde St. Aegyd am Neuwalde im Bezirk Lilienfeld in Niederösterreich. Sie gehört der Evangelischen Superintendentur A. B. Niederösterreich an.

## Geschichte
Die auf einer kleinen Anhöhe im Haselgraben gelegene Waldkirche wurde 1902/03 nach Entwürfen von Josef Hoffmann errichtet und stellt dessen einzigen Kirchenbau dar. Stifter des Bauwerks war der Wiener Unternehmer Karl Wittgenstein (1847–1913), Initiator des Kirchenbaus der Pfarrer Peter Petersen. 1927 wurde St. Aegyd zur Pfarrgemeinde Augsburgischen und Helvetischen Bekenntnisses erhoben. Sitz der Pfarrgemeinde ist die Auferstehungskirche in Traisen.

## Architektur
Die Waldkirche stellt einen einfachen Saalbau mit bekrönendem Giebeldachreiter dar, dem rückwärtig als Quertrakt das Pfarrhaus mit Gemeindesaal angegliedert ist. Den Innenraum dominiert der offene Dachstuhl. Die Einzelgemälde der Dachschrägen zeigen neben dem Evangelisten Johannes und dem Apostel Paulus die Reformatoren Martin Luther, Johannes Calvin und Huldrych Zwingli sowie den Kirchenlehrer Philipp Melanchton. Das 1952 entstandene Wandfresko über dem Altar hat die Himmelfahrt Christi, versetzt in die Bergwelt der unmittelbaren Umgebung, zum Thema.

## Orgel
Das Orgelpositiv der Waldkirche wurde 2023 von Manfred Herz (jun.) und Engelbert Glaser der Waldkirche gestiftet. Es handelt sich um eine gebrauchte Pfeifenorgel, welche in den 1970er Jahren von der Firma Hofbauer aus Göttingen gefertigt wurde. Entgegen vieler unsachlicher Vorurteile gegen diese als Bausatzserie gefertigten Instrumente verrichtet diese Orgel seit den 70ern zuverlässig und ohne Beanstandung ihren Dienst, da diese Orgeln mit qualitativ hochwertigen Teilen gefertigt wurden. Ursprünglich von Orgelbau Hofbauer als Hausorgel konzipiert, fanden diese Instrumente des Öfteren auch den Weg in Kirchengemeinden, die sich keine massgeschneiderte Einzelanfertigung leisten konnten.
Die Orgel der Waldkirche, mit angebautem Subbass 16′ stand ursprünglich in einem Münchner Krematorium, wo sie 2016 durch einen Neubau des Münchner Orgelbauers Johannes Führer (Münchner Orgelbau) ersetzt und von ihm übernommen wurde. Bis 2019 leistete die Orgel dann zuverlässig ihre Dienste als Interimsorgel in einer evangelischen Kirche in München.
Die Orgel ist mit ihren vier Manualregistern und dem eigenständigen Subbass nicht nur als Hausorgel, sondern erwiesenermaßen auch für kleinere Kirchen, Kapellen oder ähnliche Räume geeignet. In der Waldkirche entfaltet das stilbildende, original erhaltene Design seinen zusätzlichen Reiz. Das Instrument besitzt mechanische Ton- und Registertraktur mit Schleifladen. Die Disposition lautet:
| I. Manual C–g3 |       |
| Gedeckt        | 8′    |
| Rohrflöte      | 4′    |
| Prinzipal      | 2′    |
| Quinte         | 1 ⁄3′ |

| Pedal C–d1 |     |
| Subbass    | 16′ |

- Koppel: Man/P

Die Windversorgung mit Gebläse ist im Instrument integriert. Der Gehäusetragrahmen ist aus Metall gefertigt und die Füllungen aus Tischlerplatten, Eiche furniert.